# 제시 멘디올라
제시 멘디올라(Jessy Mendiola, 1992년 12월 3일 ~ )는 필리핀의 배우이다.

## 출연 작품
- 더 걸 인 더 오렌지 드레스 (2018)
- 엑스트라 서비스 (2017)
- 셀비지 (2017)
- 머스트 데이트 더 플레이보이 (2015)
- 더 트라이얼 (2014)